# Utgrävningstjärnen (Piteå socken, Norrbotten)
Utgrävningstjärnen är en sjö i Piteå kommun i Norrbotten och ingår i Lillpiteälvens huvudavrinningsområde.